# François Schuiten
François Schuiten (26. dubna 1956 Brusel) je belgický malíř, grafik a výtvarník komiksů. Proslavil se zejména kresbou série Les Cités Obscures a filmem Mars et Avril. Je autorem více než 1000 návrhů. Nejčastěji z jeho tvorby jsou právě Sci-Fi a fantasy kresby.

## Život
François Schuiten se narodil v Bruselu v Belgii v roce 1956. Jeho otec Robert Schuiten a matka Marie-Madeleine De Maeyer byli oba architekti. Má pět bratrů a sester, z nichž jeden je také architekt. Během studia na Institutu Saint-Luc v Bruselu (1975 – 1977) se setkal s Claudem Renardem, který na škole vedl oddělení komiksů. Celkem vytvořili několik knih.
Spolupracoval i s Mauricem Benayounem na sérii počítačové grafiky Quarxs a pracoval jako produkční designér pro několik filmů: Gwendoline od Justa Jaeckina, Mr. Nobody a Toto le héros od Jaca Van Dormaela. Taktéž pracoval s Benoîtem Sokalem a Martinem Villeneuvem na scénáři filmu Aquarica, film, který bude využívat technologii CGI a motion capture.
François Schuiten se oženil s Monique Toussaint v roce 1980, mají čtyři děti.

## Návrhy

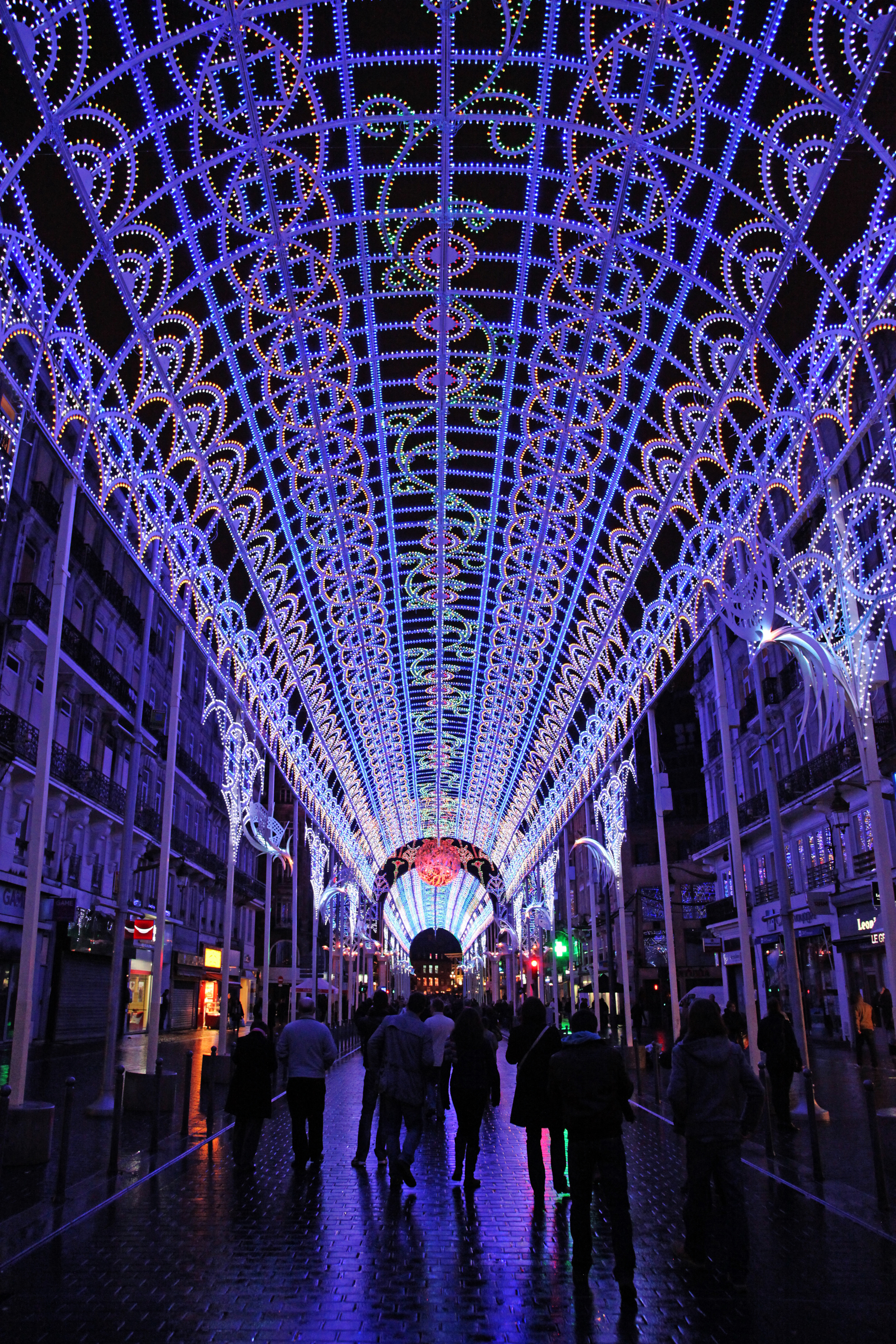
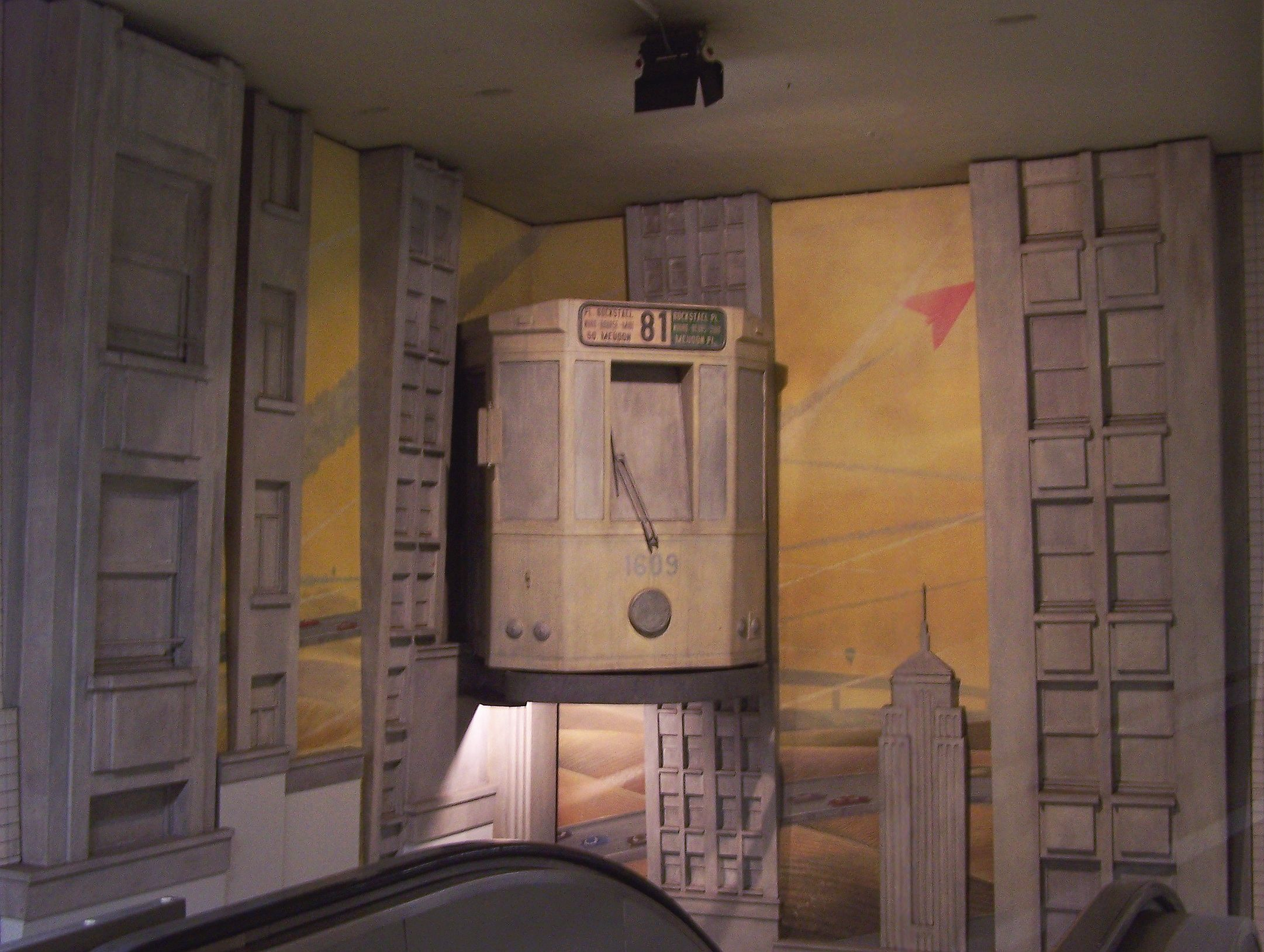
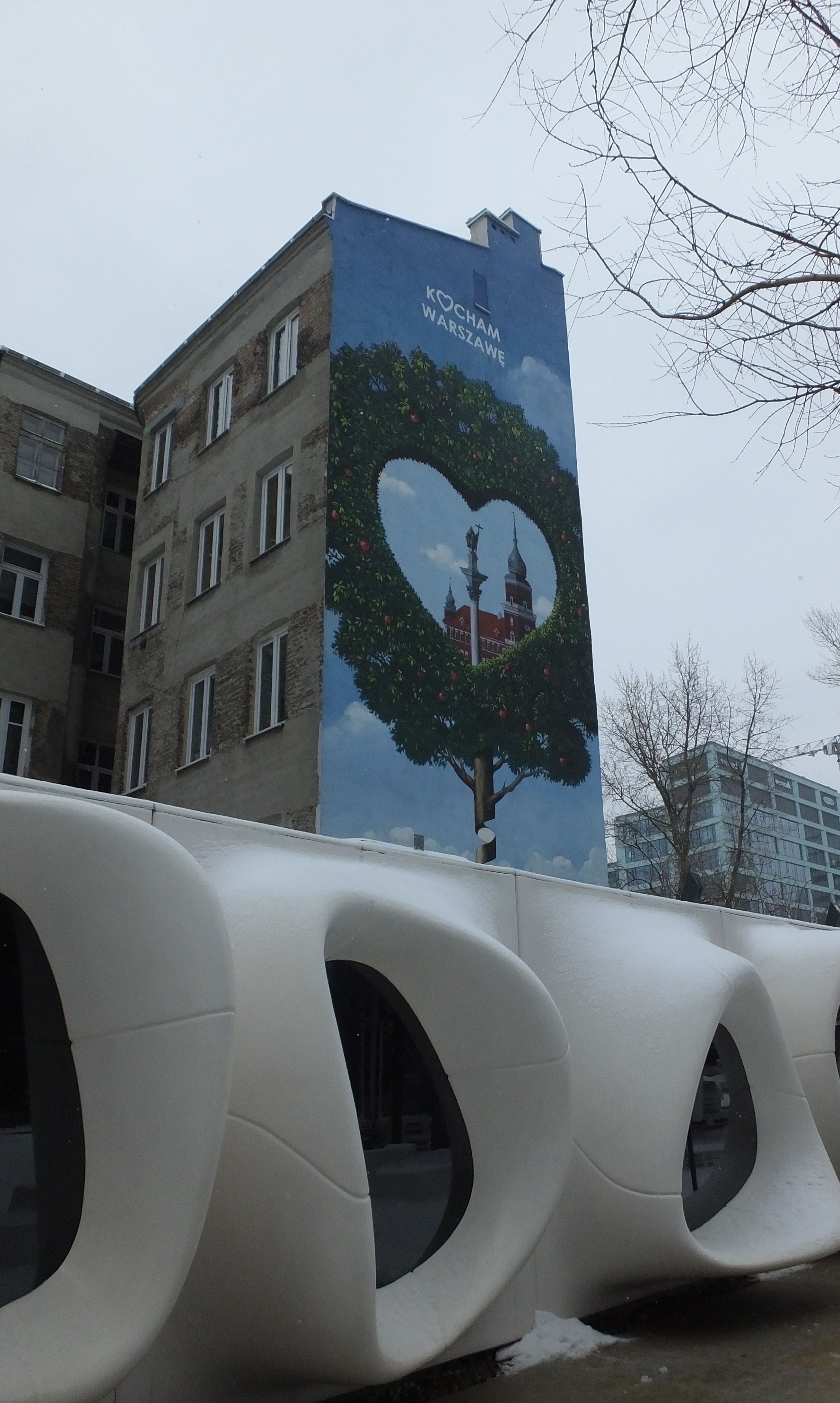
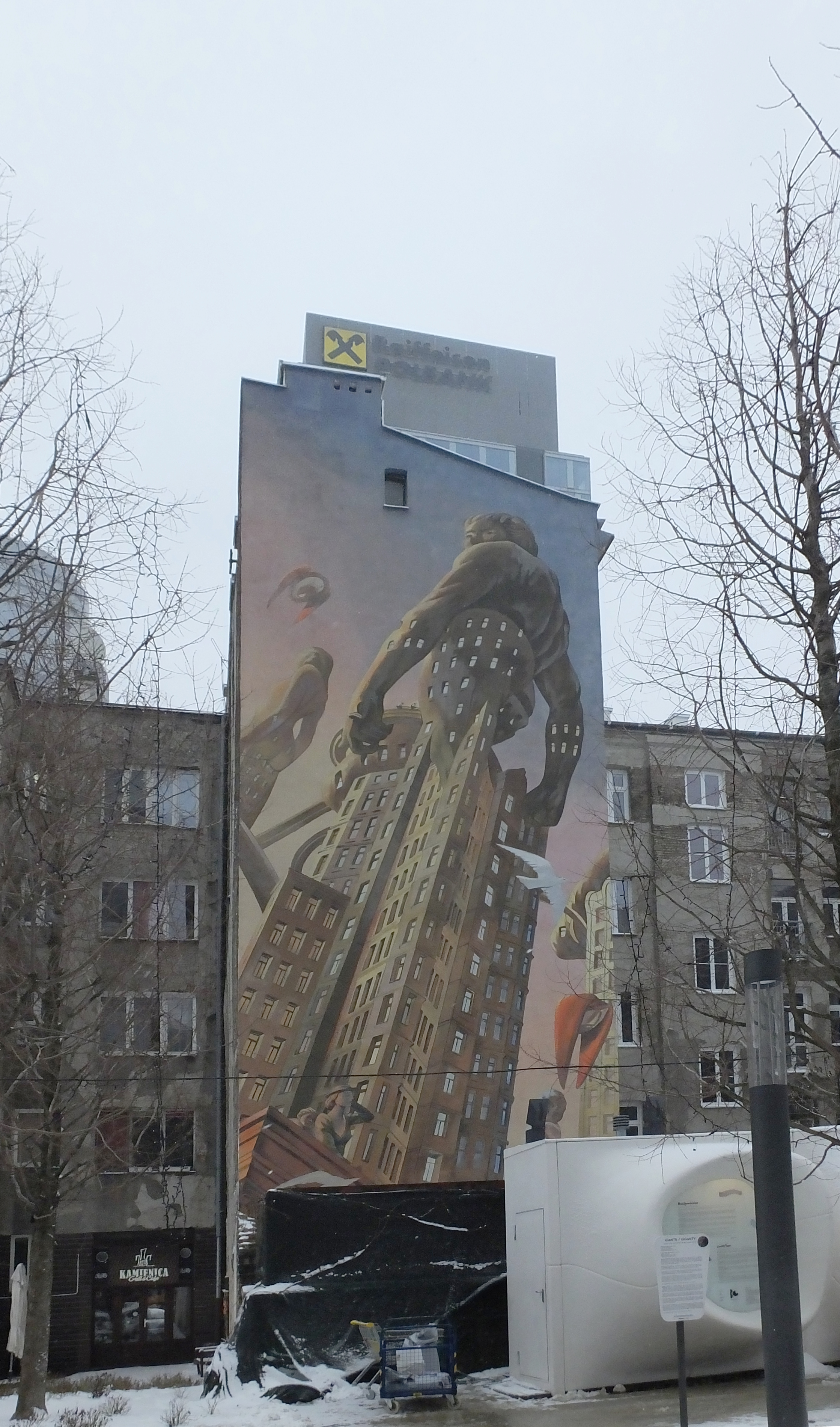
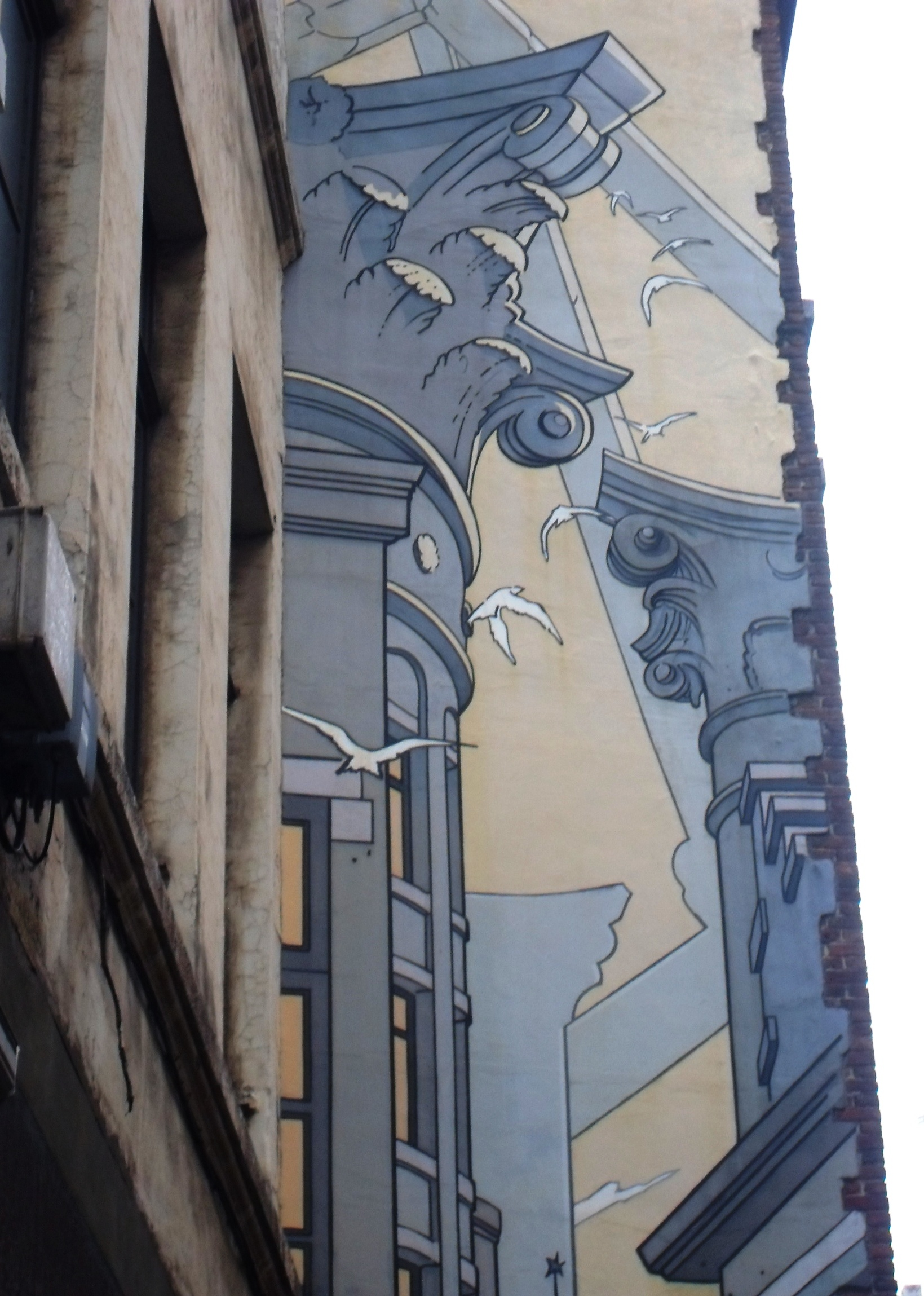
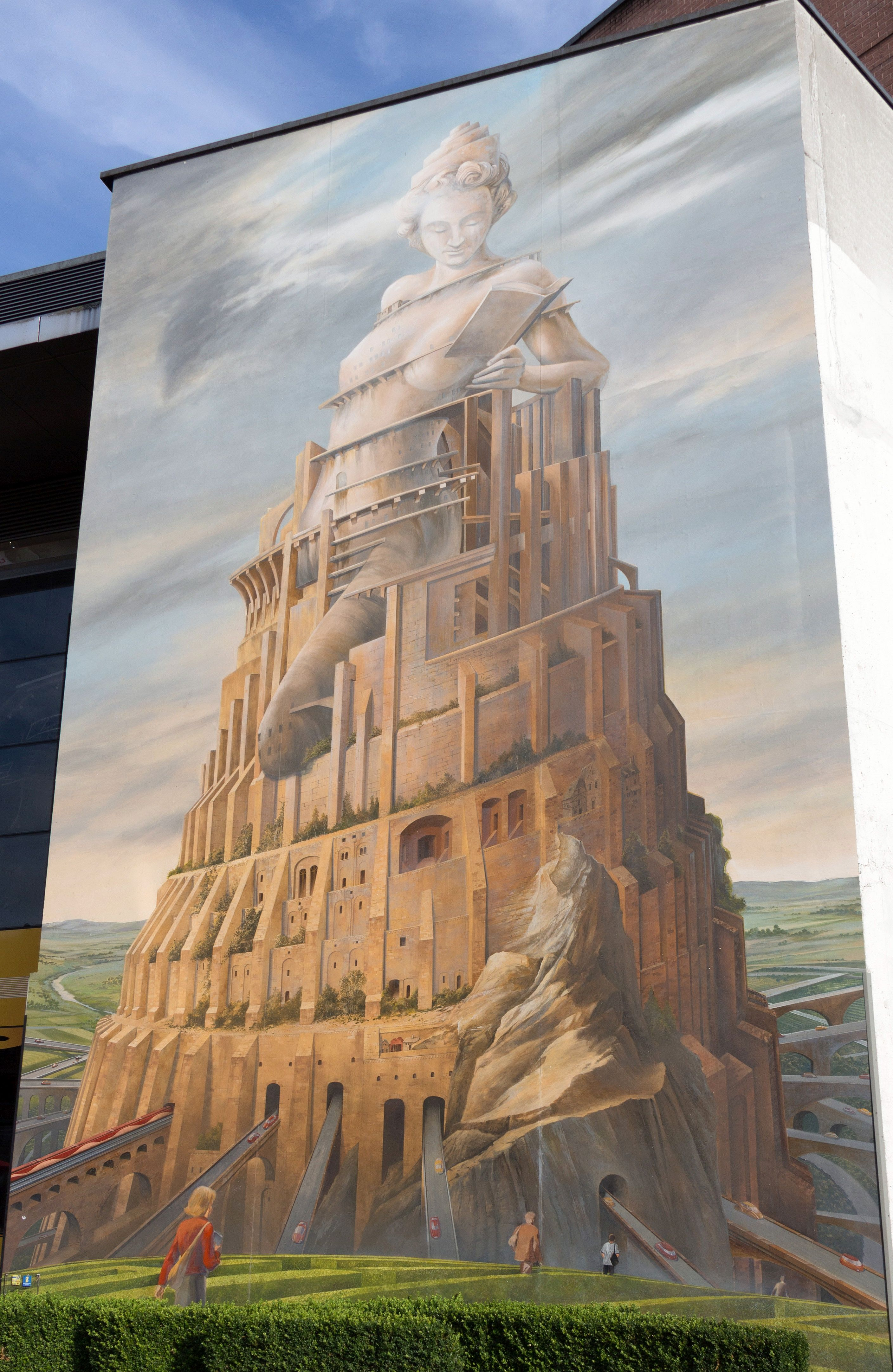
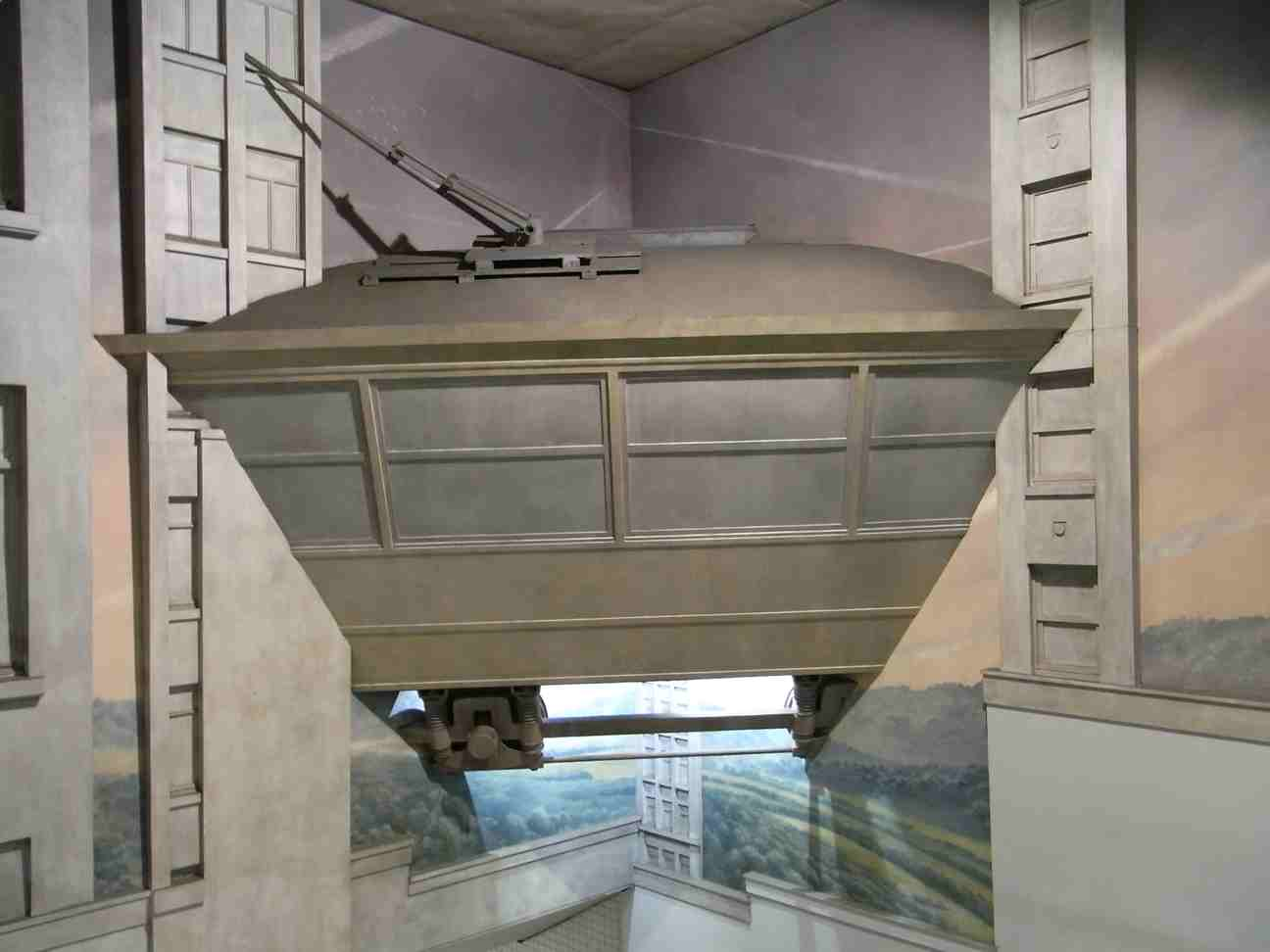
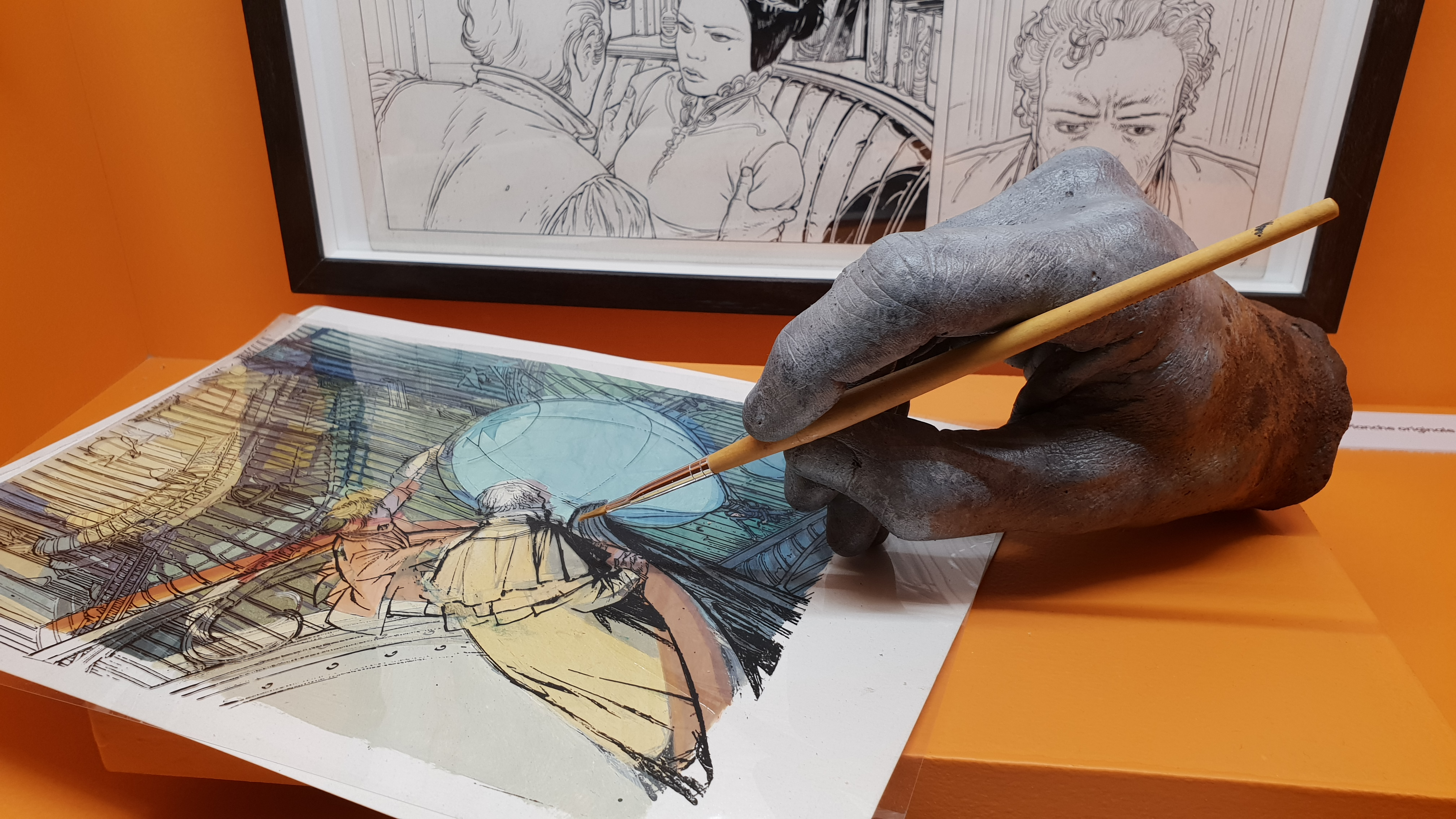